# Eva von Arnim
Eva Adelheid von Arnim-Fredenwalde (* 17. September 1863 in Groß Fredenwalde; † 30. Juli 1938 in Alt Temmen) war eine deutsche Schriftstellerin, die in Berlin und Brandenburg wirkte.

## Leben
Eva von Arnim war die jüngere Schwester des klassischen Philologen Hans von Arnim. Sie wuchs als einzige Tochter des Rittergutsbesitzers Friedrich von Arnim und seiner Frau Adelheid, geb. von Arnim-Milmersdorf auf Gut Groß Fredenwalde auf. Wie es damals üblich war, erhielt sie als höhere Tochter vermutlich keine eigene Schul- und Studienausbildung. Sie wurde vermutlich von Hauslehrern, Pfarrern und Erzieherinnen in Fremdsprachen, Konversation, Malerei, Literatur und Handarbeit unterrichtet.
Wie andere Frauen ihres Standes sollte sie im Alter von ca. 20 Jahren einen adeligen Rittergutsbesitzer oder Offizier heiraten. Anfang der Achtzigerjahre des 19. Jahrhunderts musste sie schwere persönliche Schicksalsschläge hinnehmen. So ging ihre Verlobung mit einem Gardeoffizier in Berlin aufgrund familiärer Ablehnung auseinander und sie musste eine schwere Krankheit überstehen. Seit dieser Zeit blieb sie unverheiratet und lebte mit ihrer Mutter in Berlin und im „Schweizerhaus“ in Alt Temmen bis zu deren Tod 1929. 1938 starb Eva im Alter von 75 Jahren.

## Schriftstellerisches Wirken
Aufgrund der Quellenlage lässt sich nicht mehr nachvollziehen, wie sich Evas schriftstellerische Fähigkeiten entwickelt haben. Ihr kompletter Nachlass wurde 1945 im Zuge des Einmarsches russischer Truppen in Groß Fredenwalde vernichtet.
Der Familienüberlieferung nach war sie mit Theodor Fontane befreundet und soll ihm Material für einen Band „Uckermark“ der Wanderungen durch die Mark Brandenburg geliefert haben. Zu diesem Band kam es aber wegen Fontanes Tod nicht mehr.
Evas Bindung zum Werk Fontanes und seiner Gedankenwelt scheint auch später ausgeprägt gewesen zu sein. 1910 erschien unter ihrer Herausgeberschaft im Verlag von Fontanes Sohn Friedrich, die 1. Fassung des Briefwechsels zwischen Fontane und seinem langjährigen Freund und Reisegefährten, dem preußischen Offizier und Schriftsteller Bernhard von Lepel.
1912 erschien ebenfalls unter Evas Herausgebertätigkeit der erste Band einer Serie von deutschen Landschaftsbeschreibungen unter dem Titel „Deutsche Erde“ über das Jülicher Land bei Friedrich Fontane in Berlin.
Eva von Arnims erhaltenes und bekanntes schriftstellerisches Werk umfasst ein Kunstmärchen (das Märchen vom golden Schlüssel, 1892), eine Novelle (Hallali, 1892) sowie einen Roman (Dem Tag entgegen 1898). Die einzelnen Werke orientieren sich in Art und Weise an dem Vorbild Theodor Fontane und dem Poetischen Realismus.

## Werke
Eigene Werke:
- Hallali! Erzählung, Leipzig 1892
- Das Märchen vom goldenen Schlüssel, Berlin 1894
- Dem Tag entgegen, Berlin 1898

Als Herausgeberin:
- Vierzig Jahre Bernhard Lepel an Theodor Fontane, Berlin 1910.
- Deutsche Erde – Bücher der Heimat Band 1 Herrmann Ritter: Das Jülicher Land, Berlin 1912.